# 아리타 게이토
아리타 게이토(일본어: 有田 恵人, 2002년 1월 24일~)는 일본의 축구 선수이다.

## 구단 경력
그는 2024년 J2리그의 베갈타 센다이에 입단했다.